# Anastomophleps claosticha
Anastomophleps claosticha är en fjärilsart som beskrevs av Erich Martin Hering 1923. Anastomophleps claosticha ingår i släktet Anastomophleps och familjen träfjärilar. Inga underarter finns listade i Catalogue of Life.